# Campylandra emeiensis
Campylandra emeiensis là một loài thực vật có hoa trong họ Măng tây. Loài này được (Z.Y.Zhu) M.N.Tamura, S.Yun Liang & Turland mô tả khoa học đầu tiên năm 2000.